# الكيرالية (فيزياء)
الظاهرة الكيرالية هي ظاهرة لا تتطابق مع صورتها في المرآة (انظر المقال عن الكيرالية الهندسية ). يمكن استخدام لف الجسيم لتحديد دورانه (يمينا أم يسارا) ، والكيرالية تكون في حالة الجسيم عديم الكتلة مماثلة الكيرالية. يُطلق على التناظر في حالة التفاعلات بين الأجسام الأولية اسم التكافؤ .

## الكيرالية واللولبية
تكون كيرالية أو لولبية ة الجسيم موجبة (يمينية) إذا كان اتجاه لفه (سبين) هو نفس اتجاه حركته. ويكون سلبيا ("يساري") إذا كان اتجاهي لفه و حركتة متعاكسة.
S هو دوران جسيم أولي (سبين) هنا (يميني أم يساري)
كيرالية الجسيم هي مسألة تجريدية: يتم تحديدها من خلال ما إذا كان الجسيم يتحول إلى تمثيل يميني أو يساري لمجموعة بوانكاريه
بالنسبة للجسيمات عديمة الكتلة - الفوتونات ، والغلوونات ، والجرافيتونات (الافتراضية) - فإن الكيرالية هي نفس ظاهرة اللولبية أو الحلزونية ؛ حيث يبدو أن الجسيم عديم الكتلة يدور في نفس الاتجاه على طول محور حركته بغض النظر عن الإطار المرجعي للشاهد.
بالنسبة للجسيمات الضخمة - مثل الإلكترونات والكوراكات والنيوترينوات - يجب التمييز بين الكيرالية واللولبية: في حالة هذه الجسيمات، من الممكن أن يتغير المراقب إلى إطار مرجعي يتحرك بسرعة أكبر من الجسيم الدوار، وفي هذه الحالة سيبدو الجسيم وكأنه يتحرك للخلف، وسوف تنعكس لولبيته (التي يمكن اعتبارها "كيرالية ظاهرة"). وهذا يعني أن اللولبية هي ثابت الحركة ، ولكنها لا تخضع لــ ثابت لورنتز . في حين أن الكيرالية هي ثابتة لورنتز، ولكنها ليست ثابتة للحركة: عندما ينتشر مٌتجه ذو كتلة كبيرة (سبينوق) في اتجاه دوران يساري ، فإنه سوف يتطور إلى سبينور أيمن بمرور الوقت، والعكس صحيح.
نفترض جسيم عديم الكتلة يتحرك بسرعة الضوء ، وبالتالي لا يمكن لأي مراقب حقيقي (يجب عليه دائمًا السفر بسرعة أقل من سرعة الضوء ) أن يكون في أي إطار مرجعي يبدو فيه الجسيم وكأنه يعكس اتجاه دورانه النسبي، مما يعني أن جميع المراقبين الحقيقيين يرون نفس الحلزونية للشعاع. وبسبب هذا، فإن اتجاه دوران الجسيمات عديمة الكتلة لا يتأثر بتغيير الإطار المرجعي بالقصور الذاتي ( دفعة لورنتز ) في اتجاه حركة الجسيم، و تثبت إشارة الإسقاط (الحلزونية) لجميع الإطارات المرجعية: حلزونية الجسيمات عديمة الكتلة هي ثابتة نسبية - أي طبقا لقوانين النظرية النسبية) _ (كمية قيمتها هي نفسها في جميع الإطارات المرجعية للقصور الذاتي) وتتطابق دائمًا مع كيرالية الجسيم عديم الكتلة.
يشير اكتشاف تذبذب النيوترينو إلى أن النيوترينوات لها كتلة ، مما يجعل الفوتون هو الجسيم الوحيد المؤكد عديم الكتلة؛ ومن المتوقع أن تكون الغلوونات أيضًا عديمة الكتلة، على الرغم من أن هذا لم يتم اختباره بشكل قاطع.
وبالتالي، فإن هذين هما الجسيمان الوحيدان المعروفان حتى الآن حيث يمكن أن تكون اللولبية متطابقة مع الكيرالية، والتي تم تأكيد الفوتون فقط لها عن طريق القياس. أما جميع الجسيمات الأخرى فلها كتلة وبالتالي قد يكون لها حلزونيات(لولبية) مختلفة في إطارات مرجعية مختلفة.

## النظريات الكيرالية
لقد لاحظ علماء فيزياء الجسيمات أو استنتجوا فقط الفرميونات الكيرالية اليسرى والفيرميونات المضادة الكيرالية اليمنى التي تشارك في التفاعل الضعيف المشحون . في حالة التفاعل الضعيف، والذي يمكنه من حيث المبدأ التفاعل مع الفرميونات الكيرالية اليمنى واليسرى، يتفاعل فقط فرميونان يساريان. لم يثبت حدوث تفاعلات تتضمن فرميونات يمينية أو معاكسة، مما يعني أن الكون لديه تفضيل للكيرالية اليسرى. إن هذه المعاملة التفضيلية لإدراك كيرالي واحد على آخر تنتهك مبدأ التكافؤ، كما شاهدت " تشين شيونج وو " لأول مرة في تجربتها الشهيرة المعروفة باسم تجربة وو . وهذه مشاهدة مذهلة، لأن التكافؤ هو تناسق ينطبق على جميع التفاعلات الأساسية الأخرى.
تعرف كيرالية فرميون ديراك ψ من خلال معامل الإسقاط:
12(1 − γ5) أو 12(1 + γ5) على ψ.
الذي له قيم ذاتية ±1؛ إشارة القيمة الذاتية تساوي كيرالية الجسيم: +1 للجسيم الأيمن، −1 للجسيم الأيسر. وبالتالي، يمكن إسقاط أي حقل ديراك في صيغته اليسرى أو اليمنى من خلال معاملات الإسقاط:
إن اقتران التفاعل الضعيف المشحون بالفرميونات يتناسب طرديًا مع عامل الإسقاط الأول، وهو المسؤول عن انتهاك تماثل التكافؤ لهذا التفاعل.
أحد المصادر الشائعة المثيرة للارتباك هو خلط عامل الكيرالية γ5 مع عامل الحلزونية . نظرًا لأن حلزونية الجسيمات الضخمة تعتمد على الإطار الموجود فيه المشاهد، فقد يبدو أن الجسيم سوف يتفاعل مع القوة الضعيفة وفقًا لإطار مرجعي معين ، ولكن ليس وفقًا لإطار آخر. الحل لهذه المفارقة هو أن معامل الكيرالية يعادل الحلزونية (أي اللولبية) فقط في حالة الجسيمات التي ليست لها كتلة ، حيث لا تعتمد الحلزونية فيها على إطار مرجعية المشاهد. على النقيض من ذلك، بالنسبة للجسيمات ذات كتلة ، فإن الكيرالية ليست هي نفسها الحلزونية، أو بدلاً من ذلك، الحلزونية ليست ثابتة لورنتز، وبالتالي لا يوجد اعتماد إطاري للتفاعل الضعيف: الجسيم الذي يقترن بالقوة الضعيفة في إطار واحد يفعل ذلك في أي إطار آخر.
تُسمى النظرية غير المتماثلة فيما يتعلق بالكيرالية بنظرية الكيرالية ، بينما تُسمى النظرية غير الكيرالية (أي المتماثلة التكافؤ) أحيانًا بنظرية المتجهات  . العديد من أجزاء النموذج القياسي للفيزياء غير كيرالية، وهو ما يمكن إرجاعه إلى إلغاء الشذوذ في النظريات الكيرالية. الديناميكا اللونية الكمومية هي مثال على نظرية المتجهات، حيث تظهر كيرالية جميع الكواركات في النظرية، وترتبط بالغلوونات بنفس الطريقة.
تم تطوير نظرية الكهروضعيفة في منتصف القرن العشرين، وهي مثال على النظرية الكيرالية. في الأصل ، افترضت أن النيوترينوات عديمة الكتلة ، وافترضت وجود نيوترينوات يسارية ونيوترينوات مضادة يمينية فقط. ولكن بعد مشاهدة تذبذبات النيوترينو ، والتي تعني أن اثنين على الأقل من النيوترينوات الثلاثة ذات كتلة كبيرة ، فإن النظريات المنقحة للتفاعل الكهروضعيف تشمل الآن كل من النيوترينوات اليمينية واليسرى. ومع ذلك فهي لا تزال نظرية كيرالية لأنها لا تحترم تناسق التكافؤ.
إن الطبيعة الدقيقة للنيوترينو لا تزال غير مستقرة، وبالتالي فإن النظريات الكهروضعيفة التي اقترحت تختلف بعض الشيء، ولكن معظمها تستوعب كيرالية النيوترينوات بنفس الطريقة التي تمت بالفعل لجميع الفرميونات الأخرى.

## التناظر الكيرالي
تُظهر نظريات مقياس المتجهات مع حقول فرميون ديراك عديمة الكتلة ψ تماثلًا كيراليًا، أي أن تدوير المكونات اليسرى واليمنية بشكل مستقل لا يحدث فرقًا في النظرية. يمكننا كتابة هذا على أنه فعل الدوران على الحقول التالية:
{\displaystyle \psi _{\rm {L}}\rightarrow e^{i\theta _{\rm {L}}}\psi _{\rm {L}}}  و  {\displaystyle \psi _{\rm {R}}\rightarrow \psi _{\rm {R}}}
أو
{\displaystyle \psi _{\rm {L}}\rightarrow \psi _{\rm {L}}}  و  {\displaystyle \psi _{\rm {R}}\rightarrow e^{i\theta _{\rm {R}}}\psi _{\rm {R}}.}
مع النكهات N ، لدينا دورات وحدوية بدلاً من ذلك: U(N)L × U(N)R .
بشكل عام، نكتب الحالات اليمنى واليسرى كمعامل إسقاط يعمل على متجة (سبينور) . معاملي الإسقاط الأيمن والأيسر هما:
{\displaystyle P_{\rm {R}}={\frac {1+\gamma ^{5}}{2}}}
يمكن تقسيم تحويل التناظر الكيرالي إلى مكون يعامل الأجزاء اليسرى واليمنى على قدم المساواة، والمعروف باسم تناظر المتجهات ، ومكون يعاملهم بالفعل بشكل مختلف، والمعروف باسم التناظر المحوري . نموذج المجال القياسي الذي يشفر التناظر الكيرالي وكسره هو النموذج الكيرالي .
{\displaystyle P_{\rm {L}}={\frac {1-\gamma ^{5}}{2}}}
لا تٌظهر الفرميونات الكبيرة تماثلًا كيراليًا، حيث أن مصطلح الكتلة في لاجرانج ، mψψ ، يكسر التماثل الكيرالي بشكل صريح.
قد يحدث كسر التناظر الكيرالي التلقائي أيضًا في بعض النظريات، كما يحدث بشكل ملحوظ في الديناميكا اللونية الكمومية .
يمكن تقسيم تحويل التناظر الكيرالي إلى مكون يُعامل الأجزاء اليسرى واليمنى بالتساوي، ويُعرف باسم تناظر المتجهات، ومكون يُعاملهما بشكل مختلف فعليًا، ويُعرف باسم التناظر المحوري.[2] نموذج الحقل القياسي الذي يُشفر التناظر الكيرالي وكسره هو النموذج الكيرالي.
يُعبر عن التطبيق الأكثر شيوعًا بأنه المعالجة المتساوية للسبين في اتجاه عقارب الساعة أو عكسها في إطار مرجعي ثابت.
غالبًا ما يُشار إلى المبدأ العام باسم التناظر الكيرالي. القاعدة صحيحة تمامًا في الميكانيكا الكلاسيكية لنيوتن وأينشتاين، لكن النتائج من تجارب الميكانيكية الكمومية تظهر فرقًا في سلوك الجسيمات دون الذرية الكيرالية اليسرى مقابل الجسيمات دون الذرية الكيرالية اليمينية .

### مثال: كواركات u و d في QCD
خذ بعين الاعتبار الديناميكا اللونية الكمومية (QCD) مع اثنين من الكواركات عديمة الكتلة u و d (الفرميونات الضخمة لا تظهر تناسقًا كيراليًا). يكون لاغرانجيانيا:
{\displaystyle {\mathcal {L}}={\overline {u}}\,i\displaystyle {\not }D\,u+{\overline {d}}\,i\displaystyle {\not }D\,d+{\mathcal {L}}_{\mathrm {gluons} }~.}
من حيث الدوارات اليسرى واليمنى، فإنه يكون :
{\displaystyle {\mathcal {L}}={\overline {u}}_{\rm {L}}\,i\displaystyle {\not }D\,u_{\rm {L}}+{\overline {u}}_{\rm {R}}\,i\displaystyle {\not }D\,u_{\rm {R}}+{\overline {d}}_{\rm {L}}\,i\displaystyle {\not }D\,d_{\rm {L}}+{\overline {d}}_{\rm {R}}\,i\displaystyle {\not }D\,d_{\rm {R}}+{\mathcal {L}}_{\mathrm {gluons} }~.}
(هنا، i هي الوحدة التخيلية و {\displaystyle \displaystyle {\not }D} معامل ديراك .)
والتعريف:
{\displaystyle q={\begin{bmatrix}u\\d\end{bmatrix}},}
يمكن كتابتها على النحو التالي:
{\displaystyle {\mathcal {L}}={\overline {q}}_{\rm {L}}\,i\displaystyle {\not }D\,q_{\rm {L}}+{\overline {q}}_{\rm {R}}\,i\displaystyle {\not }D\,q_{\rm {R}}+{\mathcal {L}}_{\mathrm {gluons} }~.}
لا يتغير لاجرانج تحت دوران qL بواسطة أي 2×2 مصفوفة وحدوية L ، و qR بواسطة أي 2×2مصفوفة وحدوية R
يُطلق على هذا التناظر لللاجرانجي اسم تناظر كيرالية النكهة ، ويُشار إليه بـ U(2)L × U(2)R . وهي تتحلل إلى:
{\displaystyle \mathrm {SU} (2)_{\text{L}}\times \mathrm {SU} (2)_{\text{R}}\times \mathrm {U} (1)_{V}\times \mathrm {U} (1)_{A}~.}
يعمل تماثل المتجه الفردي، U(1)V ، كـ :
{\displaystyle q_{\text{L}}\rightarrow e^{i\theta (x)}q_{\text{L}}\qquad q_{\text{R}}\rightarrow e^{i\theta (x)}q_{\text{R}}~,}
وبالتالي فهي ثابتة تحت تماثل المقياس U(1) . وهذا يتوافق مع قانون حفظ عدد الباريون .
تتحول المجموعة المحورية المفردة U(1)A إلى التحويل العالمي التالي:
{\displaystyle q_{\text{L}}\rightarrow e^{i\theta }q_{\text{L}}\qquad q_{\text{R}}\rightarrow e^{-i\theta }q_{\text{R}}~.}
ومع ذلك، فإنه لا يتوافق مع كمية محفوظة، لأن التيار المحوري المرتبط به ليس محفوظًا. يتم انتهاكها صراحة من خلال شذوذ الكم .
يتبين أن التناظر الكيرالي المتبقي SU(2)L × SU(2)R ينكسر تلقائيًا بواسطة مكثف الكوارك {\displaystyle \textstyle \langle {\bar {q}}_{\text{R}}^{a}q_{\text{L}}^{b}\rangle =v\delta ^{ab}} يتم تشكيلها من خلال التأثير غير المضطرب لغلوونات QCD، في المجموعة الفرعية المتجهة القطرية SU(2)V المعروفة باسم الدوران المتساوي . بوزونات جولدستون المقابلة للمولدات الثلاثة المكسورة هي البيونات الثلاثة. ونتيجة لذلك، فإن النظرية الفعالة لحالات الديناميكا اللونية الكمومية المرتبطة مثل الباريونات، يجب أن تتضمن الآن مصطلحات الكتلة الخاصة بها، والتي يبدو أنها غير مسموح بها من خلال التناظر الكيرالي غير المنقطع. وهكذا، فإن كسر التناظر الكيرالي هذا يحفز الجزء الأكبر من كتل الهادرونات، مثل تلك الخاصة بالنيوكليونات — في الواقع، الجزء الأكبر من كتلة كل المادة المرئية.
هنا، SU(2)L (تُنطق " SU(2) left") هي SU(2)W من الأعلى، بينما B−L هو عدد الباريون مطروحًا منه عدد اللبتون . صيغة الشحنة الكهربائية في هذا النموذج تعطى بواسطة:

### مزيد من النكهات
بالنسبة لأنواع الكواركات "الخفيفة" الكثيرة، ونكهات N بشكل عام، فإن التناظرات الكيرالية المقابلة هي U(N)L × U(N)R′ ، والتي تتحلل إلى:
{\displaystyle \mathrm {SU} (N)_{\text{L}}\times \mathrm {SU} (N)_{\text{R}}\times \mathrm {U} (1)_{V}\times \mathrm {U} (1)_{A}~,}
وتكون بوزونات هيغز اللازمة لتنفيذ كسر التناظر بين اليسار واليمين وصولاً إلى النموذج القياسي هي:
في أغلب الأحيان، يتم أخذ N = 3 ، ويتم أخذ الكواركات u وd وs على أنها خفيفة ( الطريقة الثمانية )، وبالتالي تكون عديمة الكتلة تقريبًا بحيث تكون التناظرات ذات معنى لأدنى درجة، في حين أن الكواركات الثلاثة الأخرى ثقيلة بما يكفي بحيث بالكاد يكون لها تناظر كيرالي متبقي مرئي لأغراض عملية.

### تطبيق في فيزياء الجسيمات
في الفيزياء النظرية ، يكسر نموذج الكهروضعيف التكافؤ إلى الحد الأقصى. جميع فرميوناتها هي فرميونات وايل كيرالية، مما يعني أن بوزونات القياس الضعيفة المشحونة W + و W − ترتبط فقط بالكواركات واللبتونات اليسرى. 
وجد بعض العلماء النظريين هذا الأمر غير مقبول، ولذلك افترضوا وجود امتداد لنظرية القوة العظمى GUT للقوة الضعيفة التي تحتوي على بوزونات W′ وZ′ عالية الطاقة، والتي تتزاوج مع الكواركات واللبتونات اليمنية:
{\displaystyle {\frac {\mathrm {SU} (2)_{\text{W}}\times \mathrm {U} (1)_{Y}}{\mathbb {Z} _{2}}}}
هنا، SU(2)L (تُنطق " SU(2) left") هي SU(2)W من الأعلى، بينما B−L هو عدد الباريون مطروحًا منه عدد اللبتون . صيغة الشحنة الكهربائية في هذا النموذج تعطى بواسطة:
{\displaystyle {\frac {\mathrm {SU} (3)_{\text{C}}\times \mathrm {SU} (2)_{\text{L}}\times \mathrm {SU} (2)_{\text{R}}\times \mathrm {U} (1)_{B-L}}{\mathbb {Z} _{6}}}\rtimes \mathbb {Z} _{2}\ .}
{\displaystyle Q=T_{\rm {3L}}+T_{\rm {3R}}+{\frac {B-L}{2}}\,;}
أين {\displaystyle \ T_{\rm {3L}}\ } و {\displaystyle \ T_{\rm {3R}}\ } هي قيم الدوران الضعيف على اليمين واليسار للحقول في النظرية.
هناك أيضًا الكروموديناميكي SU(3)C . كانت الفكرة هي استعادة التكافؤ من خلال إدخال التماثل بين اليسار واليمين . هذا هو امتداد المجموعة {\displaystyle \mathbb {Z} _{2}} (التناظر بين اليسار واليمين) بواسطة:
{\displaystyle {\frac {\mathrm {SU} (3)_{\text{C}}\times \mathrm {SU} (2)_{\text{L}}\times \mathrm {SU} (2)_{\text{R}}\times \mathrm {U} (1)_{B-L}}{\mathbb {Z} _{6}}}\rtimes \mathbb {Z} _{2}\ .}
إلى حاصل الضرب شبه المباشر.
يحتوي هذا على مكونين متصلين حيث {\displaystyle \mathbb {Z} _{2}} يعمل كتماثل ذاتي ، وهو تكوين تماثل ذاتي خارجي غير إرادي لـ SU(3)C مع تبادل النسخ اليمنى واليسرى من SU(2) مع عكس U(1)B−L . لقد أظهر موهاباترا وسنجانوفيتش (1975)  أن التناظر بين اليسار واليمين يمكن أن ينكسر تلقائيًا لإعطاء نظرية كيرالية منخفضة الطاقة، وهو النموذج القياسي لـ "جلاشو "و "وينبيرج" و "سلام"، ويربط أيضًا بين كتل النيوترينو الصغيرة المشاهدة وكسر التناظر بين اليسار واليمين عبر آلية المراجيح .
في هذا الإطار تكون الكواركات الكيرالية
{\displaystyle (3,2,1)_{+{1 \over 3}}}
وتكون بوزونات هيغز اللازمة لتنفيذ كسر التناظر بين اليسار واليمين وصولاً إلى النموذج القياسي هي:
{\displaystyle \left({\bar {3}},1,2\right)_{-{1 \over 3}}}
كما يتم توحيد اللبتونات في تمثيل غير قابل للاختزال:
{\displaystyle (3,2,1)_{+{1 \over 3}}\oplus \left({\bar {3}},1,2\right)_{-{1 \over 3}}\ .}
كما يتم توحيد اللبتونات في تمثيل غير قابل للاختزال:
{\displaystyle (1,2,1)_{-1}\oplus (1,1,2)_{+1}\ .}
{\displaystyle (1,3,1)_{2}\oplus (1,1,3)_{2}\ .}
وهذا يوفر بعد ذلك ثلاثة نيوترينوات معقمة تتوافق تمامًا مع بيانات تذبذب النيوترينو (طبقا لعام 2005) . داخل آلية المراجيح، تصبح النيوترينوات المعقمة ثقيلة للغاية دون التأثير على الفيزياء عند الطاقات المنخفضة.
نظرًا لأن التماثل بين اليسار واليمين ينكسر تلقائيًا، فإن نماذج اليسار واليمين تتنبأ بجدران المجال . ظهرت فكرة التماثل بين اليسار واليمين لأول مرة في نموذج باتي-سلام (1974)  ونموذجي موهاباترا-باتي (1975).

## الكيرالية في علم المواد
في كثير من الأحيان يتم استخدام الكيرالية في فروع أخرى من الفيزياء لتصنيف ودراسة خصائص الأجسام والمواد تحت التأثيرات الخارجية. يسمح التصنيف طبقا للكيرالية، كحالة خاصة من تصنيف التناظر ، بفهم أفضل للبناء المبدئي للجزيئات ، والبلورات ، والبلورات شبه البلورية ، وغيرها . ومن الأمثلة على ذلك التماثل الكيرالي للأحماض الأمينية في جميع أشكال الحياة المعروفة،  والتي يمكن إعادة إنتاجها في التجارب الفيزيائية تحت تأثير خارجي. يتم تعيين النشاط البصري (بما في ذلك اللون الدائري الثنائي  واللون الدائري المغناطيسي الثنائي  ) للمواد من خلال كيراليتها.
تتميز الأنظمة الفيزيائية الكيرالية بغياب الثبات تحت عامل التكافؤ . ينشأ الغموض  في تعريف الكيرالية في الفيزياء اعتمادًا على ما إذا كان المرء يقارن اتجاهات الحركة باستخدام عملية الانعكاس أو العكس المكاني . وعليه، يمكن التمييز  بين الكيرالية "الحقيقية" (التي لا تتغير تحت عملية عكس الزمن ) والكيرالية "الخاطئة" (غير الثابتة تحت عملية عكس الزمن).
تتغير إشارة العديد من الكميات الفيزيائية عند عكس الزمن (على سبيل المثال، السرعة ، القدرة ، التيار الكهربائي ، المغناطيسية ). وعليه، فإن الكيرالية "الخاطئة" شائعة جدًا في الفيزياء لدرجة أن المصطلح قد يكون مضللًا، ومن الواضح أن نتحدث عن الكيرالية الثابتة لـ T والكيرالية غير الثابتة لـ T. وتوصف التأثيرات المتعلقة بالكيرالية باستخدام كميات فيزيائية متجهة شبه قياسية أو محورية بشكل عام، وبشكل خاص، في الوسائط المرتبة مغناطيسيًا، يتم وصفها  باستخدام كيرالية تعتمد على الاتجاه الزمني. تتم صياغة هذا النهج رسميًا باستخدام مجموعات التناظر الثنائي اللون . تتوافق الكيرالية الثابتة T مع غياب أي عمليات تناظر في مجموعة التناظر تتضمن الانعكاس المكاني {\displaystyle {\bar {1}}} أو انعكاس m، وفقًا للترميز الدولي .ويكون المعيار للكيرالية غير الثابتة T هو وجود عمليات التناظر هذه، ولكن فقط عندما يتم دمجها مع عكس الزمن {\displaystyle 1'} ،  مثل معاملات m′ أو {\displaystyle {\bar {1}}'} .
على مستوى البنية الذرية للمواد، يمكن التمييز  بين المتجهات والقياسية scalar ، وأنواع أخرى من الكيرالية اعتمادًا على اتجاه/إشارة المنتجات الثلاثية والمتجهة للسبن spins .

## ملحوظات
قالب:C, P and Tspins
- Walter Greiner؛ Berndt Müller (2000). Gauge Theory of Weak Interactions. Springer. ISBN:3-540-67672-4.
- Gordon L. Kane (1987). Modern Elementary Particle Physics. Perseus Books. ISBN:0-201-11749-5.
- Kondepudi، Dilip K.؛ Hegstrom، Roger A. (يناير 1990). "The Handedness of the Universe". Scientific American. ج. 262 ع. 1: 108–115. Bibcode:1990SciAm.262a.108H. DOI:10.1038/scientificamerican0190-108.
- Winters، Jeffrey (نوفمبر 1995). "Looking for the Right Hand". Discover. مؤرشف من الأصل في 2019-09-04. اطلع عليه بتاريخ 2015-09-12.

## روابط خارجية
- تاريخ العلوم: انتهاك التكافؤ
- الحلزونية، الكيرالية، الكتلة، والهيغز (مدونة يوميات الكم)
- مخطط الكيرالية مقابل اللولبية (روبرت د. كلاوبر)

1. ↑  It is still possible that as-yet unobserved particles, like the graviton, might be massless, and like the photon, have invariant helicity that matches their chirality.
2. ↑  Unlike the W+ and W− bosons, the neutral electroweak Z0 boson couples to both left and right-handed fermions, although not equally.